# Otto Juljewitsch Schmidt

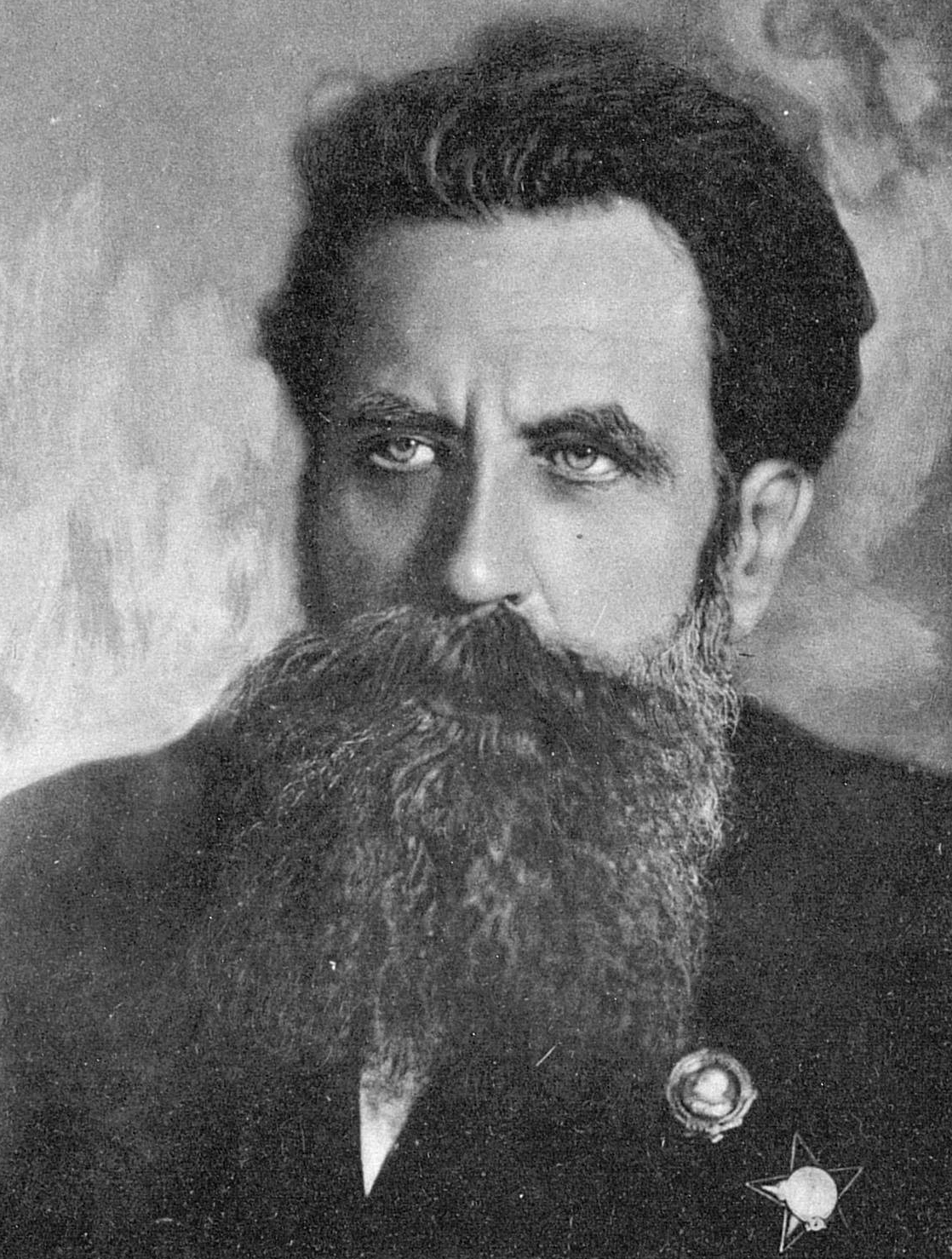
Otto Juljewitsch Schmidt, 1938

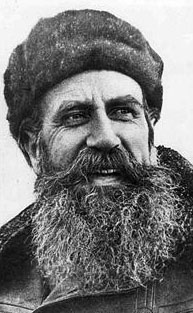
Otto Schmidt, 1938

Otto Juljewitsch Schmidt (russisch Отто Юльевич Шмидт, wiss. Transliteration Otto Jul'evič Šmidt; * 18. Septemberjul. / 30. September 1891greg. in Mogiljow, Russisches Kaiserreich; † 7. September 1956 in Moskau) war ein sowjetischer Politiker, Mathematiker, Geophysiker und Arktisforscher.

## Leben
Schmidt wurde in Mogiljow geboren, das heute zu Belarus, zu jener Zeit zum Russischen Kaiserreich gehörte. Sein Vater war ein Nachkomme deutscher Siedler in Kurland, seine Mutter war Lettin. Schmidt studierte 1909 bis 1913 an der Universität Kiew bei Dmitrij Grawe und arbeitete dort ab 1916 als Privatdozent.
Im Jahr 1913 heiratete Schmidt die Ärztin und Psychoanalytikerin Vera Janizkaja, die 1921–1925 als Wera Schmidt das über die Landesgrenzen hinaus bekannte Kinderheim-Laboratorium leitete. Otto Schmidt ist der Vater des bekannten russischen Historikers zur Geschichte Russlands des 15. bis 17. Jahrhunderts, Sigurd Schmidt.
Schmidt wurde auf dem Moskauer Nowodewitschi-Friedhof beigesetzt.

### Politische Karriere
Nach der Oktoberrevolution war er von 1918 bis 1920 in der Regierung im Volkskommissariat für die Versorgung (russisch: Narodny Komissariat Prodowolstwija) tätig, in den Jahren 1921 und 1922 war Schmidt im Volkskommissariat für Finanzen (russisch: Narodny Komissariat Finansow) für die Erarbeitung eines mathematischen Modells der Geldschöpfung zuständig. Er gehörte in der Sowjetunion zu den Förderern des Bildungswesens sowie der Wissenschaft und Literatur. Er war im Volkskommissariat für Bildung, im wissenschaftlichen Beirat der Versammlung der Volkskommissare der UdSSR und an der kommunistischen Hochschule tätig. Von 1921 bis 1924 war er Direktor der staatlichen Verlagsorganisation Gosisdat und von 1924 bis 1941 verantwortlicher Chefredakteur der Großen Sowjetischen Enzyklopädie.
Otto Schmidt gehörte dem Zentralen Exekutivkomitee der UdSSR an und war Delegierter in der ersten Vollversammlung des Obersten Sowjets.

### Akademische Karriere
Von 1923 bis 1956 lehrte Schmidt als Professor an der Lomonossow-Universität in Moskau und war von 1930 bis 1932 Leiter des Arktisinstituts. Er wurde 1935 Mitglied der Akademie der Wissenschaften der UdSSR und war von 1939 bis 1942 deren Vizepräsident. An der Akademie richtete er das Institut für Theoretische Geophysik ein und leitete es als dessen erster Direktor auch von 1937 bis 1949. Darüber hinaus gründete er die Moskauer Algebraschule, die er ebenfalls für mehrere Jahre leitete. Er war Mitglied der Akademie der Wissenschaften der Ukrainischen SSR.
Mitte der 1940er Jahre stellte er eine kosmogonische Hypothese über die Entstehung der Erde und der anderen Planeten des Sonnensystems vor, die er mit einer Gruppe sowjetischer Wissenschaftler bis zu seinem Tod weiter verfolgte.
Im Jahre 1946 wurde das Geophysikalische Institut an der Sowjetischen Akademie der Wissenschaften gegründet, dessen Leitung Otto Schmidt übertragen wurde.

#### Polarforschung
Er führte 1929 und 1930 die „Sedow-Expeditionen“ (benannt nach Georgi Sedow) nach Franz-Josef-Land und Sewernaja Semlja, bei der die erste wissenschaftliche Forschungsstation auf Franz-Josef-Land entstand, einige Inseln erstmals verzeichnet werden konnten und die nordwestlichen Gebiete der Karasee und die Westküste von Sewernaja Semlja erforscht wurden. Als wissenschaftlicher Expeditionsleiter gelang ihm 1932 mit dem Eisbrecher Sibirjakow unter Kapitän Wladimir Woronin (1890–1952) erstmals die Passage der in Russland „Nördlicher Seeweg“ genannten Nordostpassage in einer Navigationsperiode innerhalb von 223 Tagen. Danach war er von 1932 bis 1939 Leiter der neugebildeten Hauptverwaltung Nördlicher Seeweg der UdSSR (russisch: Glawsewmorput, Abkürzung für Glawnoe uprawlenie Sewernogo Morskogo Puti) und als solcher verantwortlich für alle wirtschaftlichen Fragen des Nördlichen Seeweges. Daneben leitete er die Cheliuskin-Expedition von 1933 bis 1934 und war in den Jahren 1937 bis 1938 Organisator der ersten sowjetischen Forschungen auf einer driftenden Eisscholle mit der Station Nordpol-1.

#### Mathematik
Schmidt befasste sich vor allem mit Gruppentheorie, worüber er schon 1912, als er noch im Seminar von Grawe (dem Gründer der russischen Schule der Algebra) war, veröffentlichte. 1916 erschien sein Lehrbuch der Gruppentheorie, dem 1933 die zweite Auflage folgte. Es war das erste Lehrbuch, in dem neben endlichen auch gleichberechtigt unendliche Gruppen systematisch behandelt wurden und das erste russische Lehrbuch, in dem die Theorie der Gruppencharaktere behandelt wurde. Zwischen beiden Auflagen seines Buches profitierte er von Kontakten bei einem Aufenthalt 1927 in Göttingen bei David Hilbert, Emmy Noether, Issai Schur. Aus Schmidts Moskauer Algebra-Seminar (ab 1930) gingen Alexander Kurosch, Anatoli Malzew, Sergei Tschernikow hervor.

#### Psychoanalyse
1922 war Schmidt gemeinsam mit seiner Ehefrau Gründungsmitglied der Russischen Psychoanalytischen Vereinigung (RPV). Die RPV war eine Nachfolgeorganisation der „Moskauer Psychoanalytischen Gesellschaft“, die im Jahr 1911 von Leonid Drosnés und Nikolaj J. Ossipow ins Leben gerufen worden war. Otto Schmidt sorgte für die Übersetzung von Freuds Werken ins Russische. Im Jahr 1923 kam es zu einem Treffen von Vera und Otto Schmidt mit Sigmund Freud in Wien. Man sprach dort über die Entwicklung der Psychoanalyse in Russland.

## Ehrungen

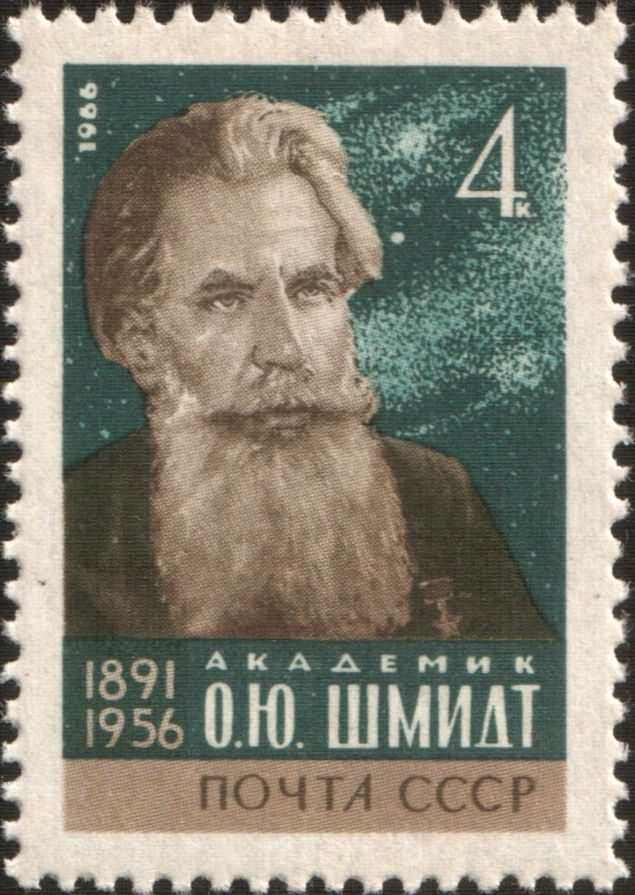
Otto Juljewitsch Schmidt auf einer sowjetischen Briefmarke von 1966

- Otto Schmidt wurde für seine Verdienste am 27. Juni 1937 mit dem Orden Held der Sowjetunion ausgezeichnet und erhielt dreimal den Leninorden sowie drei weitere Orden und eine Vielzahl von Ehrenmedaillen verliehen.
- Die Schmidt-Insel in der Karasee, eine Landzunge an der Küste der Tschuktschensee und die nahe Siedlung Mys Schmidta im Autonomen Kreis der Tschuktschen sowie das Geophysikalische Institut der Sowjetischen Akademie der Wissenschaften tragen seinen Namen.
- Der 1948 von der sowjetischen Astronomin Pelageja Schain entdeckte Asteroid (2108) Otto Schmidt erhielt ihm zu Ehren seinen Namen.[6] Zusammen mit zwei Namensvettern ist der Mondkrater Schmidt nach ihm benannt. Ferner ist er Namensgeber des Shmidt Point, einer Landspitze in der Antarktis.
- Der erste sowjetische Forschungs-Eisbrecher, der im Jahre 1979 seine Tätigkeit aufnahm, erhielt den Namen Otto Schmidt.
- In den Städten Mahiljou, Lipezk, Dnipro und Kiew tragen Straßen den Namen dieses Naturforschers.
- Seit 1971 bis 1990 wurde von der Akademie der Wissenschaften der UdSSR der Otto-Schmidt-Preis für bedeutende Leistungen auf dem Gebiet der Arktisforschung vergeben; seit 1993 wird der Preis von der Russischen Akademie der Wissenschaften verliehen.[7]
- Das 1999 gegründete Otto-Schmidt-Labor für Polar- und Meeresforschung am Institut für Arktis- und Antarktisforschung (AARI) in St. Petersburg und am Alfred-Wegener-Institut für Polar- und Meeresforschung in Bremerhaven wurde nach ihm benannt.

## Schriften
- Otto Schmidt: Über unendliche Gruppen mit endlicher Kette. In: Mathematische Zeitschrift. Band 29, 1929, S. 34–41, (gdz.sub.uni-goettingen.de, Online-Version).